# Tapinoma luteum
Tapinoma luteum este o specie de furnică din genul Tapinoma. Descrisă de Emery în 1895, specia este endemică pentru diferite țări din Africa.